# Apsilops aquaticus
Apsilops aquaticus là một loài tò vò trong họ Ichneumonidae.